# Eduard Glaser

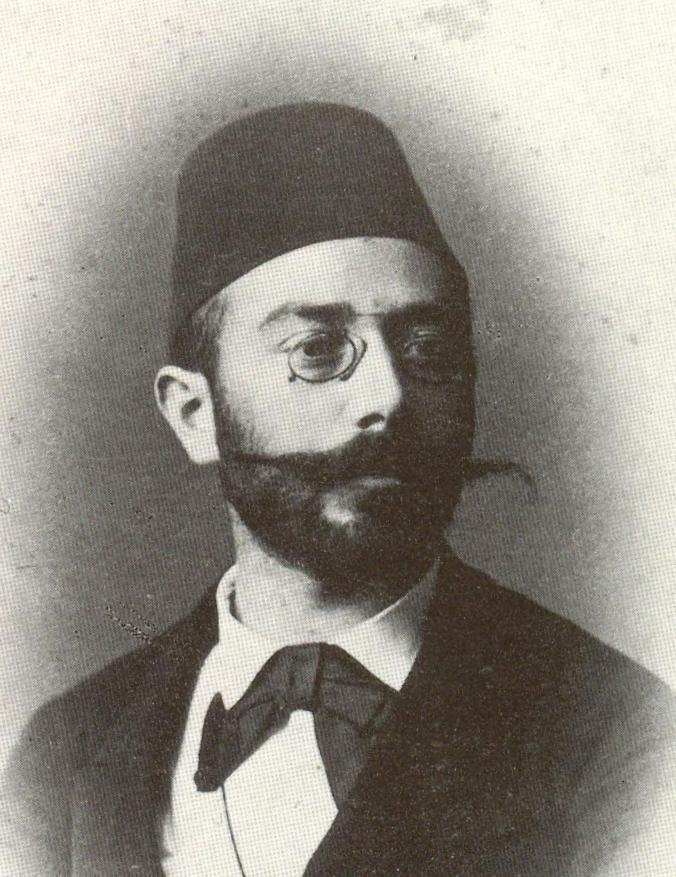
Eduard Glaser

Eduard Glaser (geboren als Elias Glaser) (* 15. März 1855 in Deutsch Rust, Böhmen; † 7. Mai 1908 in München) war ein österreichischer Forschungsreisender, Orientalist und Archäologe. Schwerpunkt seiner Forschungen bildete der Süden der arabischen Halbinsel, insbesondere der Jemen. Glaser gilt als einer der Begründer der Sabäistik.

## Leben
Eduard Glaser wurde als Sohn des jüdischen Wanderhändlers und Landwirts Salomon Glaser und dessen Ehefrau Maria Kohn in Deutsch Rust geboren. Noch während seiner Kindheit übersiedelte die Familie nach Saaz. Der Vater hatte den Wunsch, dass seine Söhne trotz der schlechten finanziellen Lage, die Glaser sein ganzes Leben lang begleitete, eine höhere Ausbildung genießen sollten. Er besuchte zunächst die Volksschule in Liebeschitz, Lubenz und Litschkau, dann die Unterrealschule Komotau und schließlich die Oberrealschule Prag, wo er Kenntnisse mehrerer europäischer sowie der arabischen Sprache erwarb. Durch die Vermittlung seines Klassenvorstandes erhielt er eine erste Anstellung als Privatlehrer. Nach einer Reise nach Paris schloss Glaser 1873 die Oberrealschule ab und studierte bis 1875 an der Technischen Hochschule Prag, wo er Mathematik, Physik und Geodäsie studierte. Noch während seines Studiums nahm er am 2. Internationalen Geographenkongress in Paris teil, wo er bedeutenden Forschungsreisenden begegnete. Nach der Ableistung eines einjährigen Militärdienstes immatrikulierte sich Glaser 1877 an der Universität Wien zum Studium der Astronomie und Arabistik. 1879 wurde er für ein Jahr an der Universitätssternwarte in Währing bei Wien angestellt.

Photographie Glasers von einem islamischen Rechtsgelehrten aus Sanaa und Stammesangehörigen aus Kaukaban

Spätestens zu dieser Zeit scheint Glaser Reisen nach Arabien geplant zu haben, weshalb er die Einladung zu Expeditionen nach Afrika ablehnte. Dem Semitisten David Heinrich Müller gelang es, Glaser für die Südarabienforschung zu begeistern, die fortan Glasers Leben bestimmen sollte. 1880 ging Glaser zunächst nach Tunis, zwei Jahre später dann nach Ägypten. In Sohag, Oberägypten, beobachtete er im Mai 1882 die totale Sonnenfinsternis. Im Oktober reiste er über Sues, Dschidda und Hodeida nach Sana'a, der Hauptstadt des seinerzeitigen Südarabiens, wo er fast ein Jahr inhaftiert wurde. Nach dem Ende der Haft gelang es Glaser, freundschaftliche Kontakte zur einheimischen Bevölkerung und türkischen Beamten zu knüpfen, welche jedoch seine naturwissenschaftlichen Kenntnisse auch für ihre Zwecke ausnutzten. Jedoch zeigten sich bald neue Probleme: Die Académie des Inscriptions et Belles-Lettres in Paris hatte ihre finanzielle Unterstützung von Glasers Reisen nur unter der Bedingung gewährt, dass dieser das inschriftliche Material, welches er auf seinen Reisen sammeln wollte, nach Paris bringen solle. Daraufhin schickte David Heinrich Müller den Österreicher Siegfried Langer in den Jemen, den Glaser als Konkurrenten betrachtete, wenngleich dieser bereits 1882 von Einheimischen ermordet wurde. Bald daraufhin stellte die Pariser Akademie ihre finanzielle Unterstützung ein, zudem fand Glasers Material nicht die erhoffte Beachtung durch die europäische Gelehrtenwelt. Glaser hielt seinen früheren Förderer Müller für den Verursacher dieser Probleme und eröffnete in der Rezension eines Werkes Müllers einen scharfen Konflikt, der das Verhältnis dieser beiden Gelehrten lange bestimmte und Glaser isolierte, bis sie kurz vor Glasers Tod wieder zu einer Einigung fanden. Nach seiner ersten Reise 1882–84 unternahm Glaser noch drei weitere Expeditionen in den Jemen, teils inkognito (1885/86, 1887/88, 1892/94). Auf seinen Reisen sammelte er mehrere tausend altsüdarabische Inschriftensteine bzw. Papierabdrücke von Inschriften, die von Hayyim Habshush entziffert wurden und heute im Wiener Kunsthistorischen Museum aufbewahrt werden. Daneben hinterließ Glaser zahlreiche Tagebücher und sonstige schriftliche Aufzeichnungen von seinen Reisen. Sie werden in der Nationalbibliothek in Wien aufbewahrt.
1890 erhielt Glaser das Ehrendoktorat der Universität Greifswald, in den folgenden Jahren wurde er zudem Ehrenmitglied verschiedener wissenschaftlicher Gesellschaften. In den 1890er Jahren nahm er mit Theodor Herzl Kontakt auf und schlug diesem die Gründung eines jüdischen Staates in Südarabien vor. Auf Herzls ablehnende Haltung gegenüber Glasers Vorschlag antwortete dieser mit einer öffentlichen Kritik des Zionismus. Seine finanziellen Probleme und sein sich verschlechternder Gesundheitszustand hinderten Glaser daran, sein immenses Forschungsmaterial, das er auf seinen Reisen gesammelt hatte, zu publizieren. Am 7. Mai 1908 erlitt er in München, wo er seit 1896 gelebt hatte, einen tödlichen Asthmaanfall. Er wurde auf dem Jüdischen Friedhof in München-Thalkirchen bestattet.
Sein schriftlicher Nachlass befindet sich im Státní okresní archiv Louny und Regionální muzeum K. A. Polánka v Žatci.

## Werke
- Altjemenische Studien. 1. Die neuen Pariser Inschriften : (Derenbourg, nouveaux textes Yéménites inédits RAAO V 4), Hinrichs, Leipzig 1923 (Digitalisat).